# Preben Glue
Preben Glue (født 1945) er en tidligere dansk mellemdistanceløber som løb for Aarhus Fremad. Den spurtstærke jyde vandt i sin korte karriere 5 Danmarksmesterskaber og blev som 21-årig udtaget til EM 1966 i Budapest. Året efter sluttede han som løber for at fokusere på sin uddannelse som bankmand.

## Internationale mesterskaber
- 1966 EM 800 meter 1.50,2 (nr. 6 i 5. indl. heat; samlet nr. 28 af 37; 16 gik videre til semifinaler)
- 1966 EM 1500 meter 3.45,9 (nr. 9 i 2. indl. heat; samlet nr. 19 af 32; 12 gik videre til finalen)

## Danske mesterskaber
- Guld 1967 800 meter 1,48,8
- Guld 1967 1500 meter 3,49,6
- Guld 1966 800 meter 1,52,4
- Guld 1966 3km cross
- Guld 1965 800 meter 1,50,6

Danske juniormesterskaber (-20år)
- Guld 1965 800 meter 1,52,8
- Guld 1965 1500 meter 3,49,2

## Personlige rekorder
- 400 meter: 50,2 1966
- 800 meter: 1,48,8 1967
- 1000 meter: 2,24,8 1967
- 1500 meter: 3,42,4 1967
- 1 mile: 4,05,6 1967
- 2000 meter: 5,19,4 1967
- 3000 meter: 8,17,6 1967
- 5000 meter: 14,29,8 1967